# Чемпионат СССР по фигурному катанию 1990
Чемпионат СССР по фигурному катанию 1990 года — соревнование по фигурному катанию среди советских фигуристов сезона 1990—1991 года, организованное Федерацией фигурного катания на коньках СССР.
Предпоследний, 55-й чемпионат Советского Союза.
На чемпионате 1990 года спортсмены соревновались в мужском и женском одиночном катании, парном фигурном катании и в спортивных танцах на льду.
Пары исполнили оригинальную программу 19 декабря 1990, а произвольную — 20 декабря.

## Результаты

### Мужчины
Виктор Петренко в произвольной программе исполнил каскад тройной аксель — тройной тулуп.. А.Урманов впервые в истории исполнил чистый четверной тулуп.
| Место | Имя                        | ОП | ПП | сумма |
| ----- | -------------------------- | -- | -- | ----- |
| 1     | Виктор Петренко Одесса     |    |    | 1,5   |
| 2     | Вячеслав Загороднюк Одесса |    |    | 3,0   |
| 3     | Алексей Урманов Ленинград  |    |    | 5,0   |
| 4     | Глеб Бокий РСФСР           |    |    | 6,5   |
| 5     | Василий Еременко Одесса    |    |    | 6,5   |
| 6     | Сергей Дудаков РСФСР       |    |    | 9,5   |
| 7     |                            |    |    |       |
| 8     |                            |    |    |       |
| 9     |                            |    |    |       |
| 10    |                            |    |    |       |

### Женщины
Одиночницы выступали нестабильно, в произвольной программе исполняли лишь 1-2 тройных прыжка.
| Место | Имя                       | ОП | ПП | сумма |
| ----- | ------------------------- | -- | -- | ----- |
| 1     | Юлия Воробьёва РСФСР      | 6  | 1  | 4,0   |
| 2     | Наталья Горбенко Украина  |    |    | 4,5   |
| 3     | Лариса Замотина РСФСР     |    |    | 5,0   |
| 4     | Юлия Кулибанова Ленинград |    |    | 6,5   |
| 5     | Татьяна Рачкова Москва    |    |    | 6,5   |
| 6     | Мария Бутырская Москва    |    |    | 7,0   |
| 7     |                           |    |    |       |
| 8     |                           |    |    |       |
| 9     |                           |    |    |       |
| 10    |                           |    |    |       |
| 11    |                           |    |    |       |
| 12    | Оксана Баюл               |    |    |       |

## Пары
В произвольной программе Е.Шишкова — В.Наумов откатались чисто, а у Н.Мишкутенок и А.Дмитриева было несколько ошибок. Лидеры после оригинальной программы Е.Бечке и Д.Петров допустили ошибки, в том числе падение партнерши.
| Место | Имя                                                  | ОП | ПП | сумма |
| ----- | ---------------------------------------------------- | -- | -- | ----- |
| 1     | Евгения Шишкова / Вадим Наумов Ленинград             |    |    | 2,0   |
| 2     | Наталья Мишкутенок / Артур Дмитриев Ленинград        |    |    | 3,5   |
| 3     | Елена Бечке / Денис Петров Ленинград                 |    |    | 3,5   |
| 4     | Марина Ельцова / Андрей Бушков Ленинград             |    |    | 6,0   |
| 5     | Наталья Крестьянинова / Алексей Торчинский Ленинград |    |    | 7,5   |
| 6     | Елена Никонова / Николай Аптер Ленинград             |    |    | 9,0   |
| 7     |                                                      |    |    |       |
| 8     |                                                      |    |    |       |
| 9     |                                                      |    |    |       |
| 10    |                                                      |    |    |       |

### Танцы
После оригинального танца лидировали М.Климова и С.Пономаренко, но Марина почувствовала себя плохо и пара вернулась домой
| Место | Имя                                         | ОТ | ОрТ | РТ | сумма |
| ----- | ------------------------------------------- | -- | --- | -- | ----- |
| 1     | Майя Усова / Александр Жулин Москва         |    |     |    | 1,0   |
| 2     | Оксана Грищук / Евгений Платов Москва       |    |     |    | 2,0   |
| 3     | Илона Мельниченко / Геннадий Каськов Москва |    |     |    | 3,0   |
| 4     | Ирина Романова / Игорь Ярошенко Москва      |    |     |    | 4,0   |
| 5     | Ирина Анциферова / Олег Граненов Москва     |    |     |    | 5,0   |
| 6     | Татьяна Навка / Самвел Гезалян Москва       |    |     |    | 6,0   |
| 7     |                                             |    |     |    |       |
| 8     |                                             |    |     |    |       |
| 9     |                                             |    |     |    |       |
| 10    |                                             |    |     |    |       |